# Proagonistes
Proagonistes is een vliegengeslacht uit de familie van de roofvliegen (Asilidae).

## Soorten
- P. africanus (Ricardo, 1925)
- P. apicalis (Curran, 1927)
- P. athletes Speiser, 1907
- P. austeni Bromley, 1930
- P. flammipennis Tsacas & Menier, 1979
- P. gigantipes Bromley, 1930
- P. igniferus (Engel & Cuthbertson, 1937)
- P. lampyroides Oldroyd, 1970
- P. leoninus Bromley, 1930
- P. mystaceus Bromley, 1930
- P. neavei Bromley, 1930
- P. oldroydi Tsacas & Menier, 1979
- P. pliomelas Speiser, 1907
- P. praeceps (Walker, 1855)
- P. praedo Austen, 1909
- P. redimiculum Speiser, 1914
- P. rufibarbis (Fabricius, 1805)
- P. saliodes Bromley, 1930
- P. seyrigi Timon-David, 1951
- P. superbiens (Bezzi, 1908)
- P. ufens (Walker, 1849)
- P. vulpinus Bromley, 1930